# Mission: Impossible
Mission: Impossible er en amerikansk tv-serie som oprindeligt blev sendt fra september 1966 til september 1973 og derefter vendte tilbage til tv-skærmene fra 1988 til 1990. Serien omhandler en gruppe hemmelige agenter i USA's tjeneste, som sendes rundt i verden for at bekæmpe diktatorer, terrorister og kriminelle organisationer.

## Film
Tv-serien har været ophav til fem actionfilm med Tom Cruise i hovedrollen som Ethan Hunt.

### Mission: Impossible
Den første film, Mission: Impossible (også kendt som "M:I" i blu-ray-udgivelsen), blev udgivet i 1996, og blev instrueret af Brian De Palma. Filmen handler om Ethan Hunt, som bliver beskyldt for at have dræbt sit hold under en mission i Prag, Tjekkiet, og bliver mistænkt for at have solgt en liste over agenter i Østeuropa til en terrorist kendt som "Max".

### Mission: Impossible II
Uddybende artikel: Mission: Impossible II
Den anden film, Mission: Impossible II (også kendt som "M:I-2" eller "Mission: Impossible 2" i blu-ray-udgivelsen), blev udgivet i 2000 og blev instrueret af John Woo. Ethan Hunt skal nu sammen med sit team forhindre den tidligere medagent, Sean Ambrose, i at slippe en virus kendt som "Chimera" løs, som skal skaffe ham nogen penge i form at salg af kuren, "Bellerophon".

### Mission: Impossible III
Den tredje film, Mission: Impossible III (også kendt som "M:i:III" eller i blu-ray-udgivelsen som "M:I-3" eller "Mission: Impossible 3"), blev udgivet i 2006 og var instrueret af J. J. Abrams. Det var første gang, Abrams var instruktør. Ethan Hunt skal i denne film finde et objekt, kendt som "Kaninpoten", og give den til våbensælgeren Owen Davian (Philip Seymour Hoffman), inden denne dræber Ethans kone, Julia Meade (Michelle Monaghan).

### Mission: Impossible – Ghost Protocol
Den fjerde film, Mission: Impossible – Ghost Protocol (også kendt som "Ghost Protocol", "Mission: Impossible IV" eller "Mission: Impossible 4", blev udgivet i 2011 og i Danmark 2012. Filmen er instrueret af Brad Bird, og det var hans første live-actionfilm. Ethan Hunt og hans hold bliver beskyldt for at have bombet Kreml, hvilket medfører at præsidenten iværksætter "Spøgelsesprotokollen", som lukker IMF ned. Uden plan eller backup må Hunt og holdet rense bureauets navn og forhindre en mand i at starte global atomkrig.

### Mission: Impossible – Rogue Nation
I et interview blev det afsløret at Tom Cruise, Simon Pegg (spiller Benjamin Dunn i tredje og fjerde film) og Brad Bird, alle var interesserede i at filme den femte Mission: Impossible-film. Filmen endte med at blive instrueret af Christopher McQuarrie og havde premiere i 2015.

### Mission: Impossible – Dead Reckoning Part One
Mission: Impossible – Dead Reckoning Part One